# Domkerk van Tampere
De Dom van Tampere (Fins: Tampereen tuomiokirkko) is de zetelkerk van het bisdom Tampere van de Evangelisch-Lutherse Kerk van Finland en een van de belangrijkste vertegenwoordigers van de Finse nationale romantiek.
Op 3 september 1897 besloot de kerkenraad onder leiding van de predikant Karl Fontell tot de bouw van een nieuwe kerk aan de oostelijke rand van het centrum, in het stadsdeel Kyttälä ten noorden van het treinstation. Nieuwbouw werd noodzakelijk door het toegenomen aantal inwoners van de stad. In november 1899 werd er voor de architecten een wedstrijd uitgeschreven. De bijdrage Aeternitas van Lars Sonck won deze wedstrijd.
Zijn ontwerp van blauw-grijs graniet in de stijl van de Finse nationale romantiek werd tussen 1902 en 1907 gebouwd en op 19 mei 1907 als Johanneskerk ingewijd. Het interieur van de kerk is geheel afgestemd op de viering van de protestantse liturgie. Zeer interessant is het asymmetrische exterieur, die een slotachtige uitstraling heeft.
De Johanneskerk van Tampere werd de hoofdkerk van het bisdom toen de zetel van de bisschop van Porvoo naar Tampere werd verplaatst.

## Inrichting

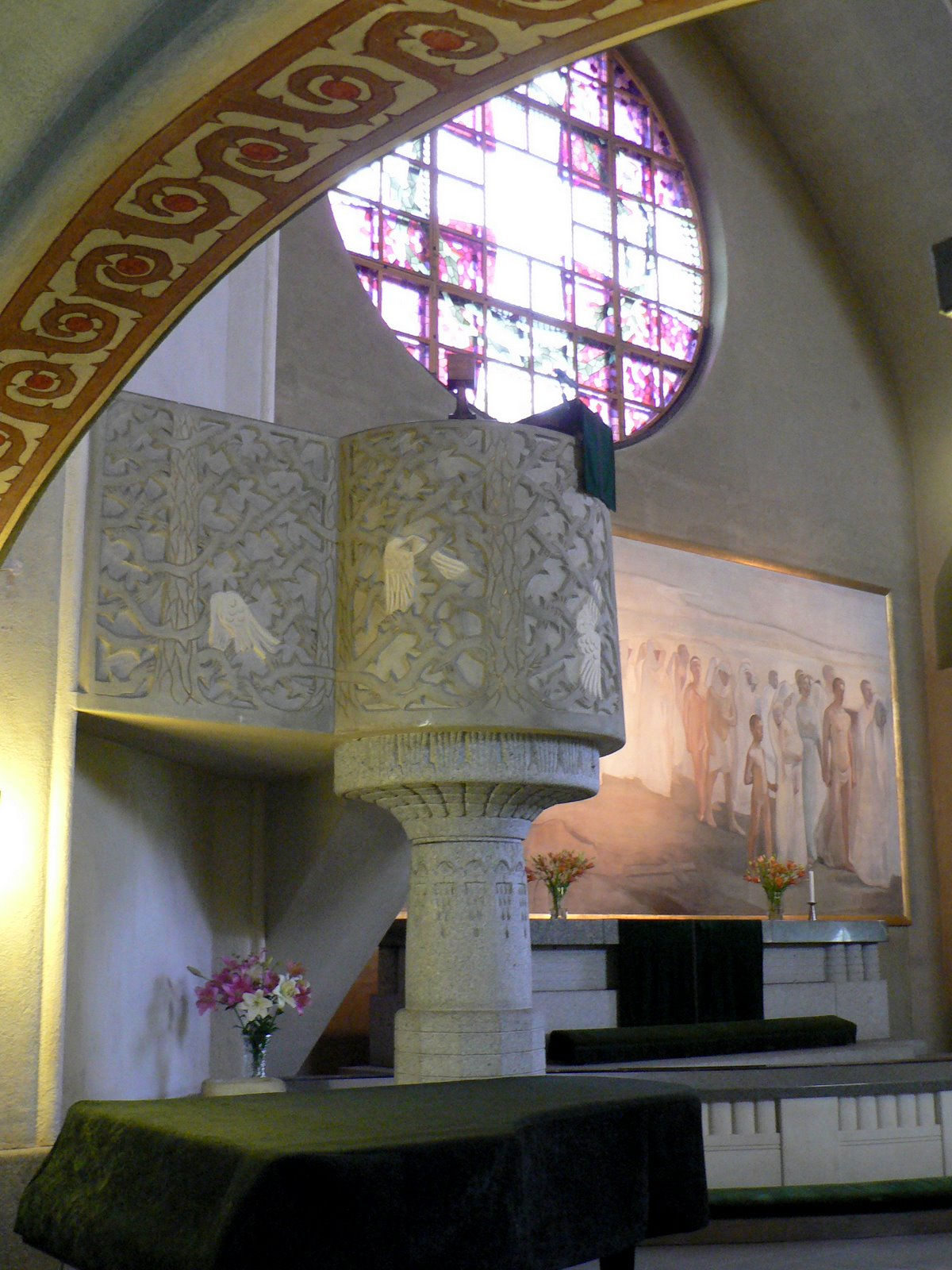
Preekstoel en altaar

De kansel bevindt zich links van het altaar op een plaats die voor iedereen in de kerk goed zichtbaar is. Het orgel van de domkerk geldt als het mooiste Finse orgel uit de romantiek. Het avondmaalsgerei is een ontwerp van Eric O.W. Ehrström en met christelijke decoraties en scènes van Jezus' lijden versierd.

## Beschildering
Op aanbeveling van de schilder Albert Edelfelt kregen Magnus Enckell en Hugo Simberg de opdracht om de kerk te beschilderen. Het monumentale altaarschilderij van "de Opstanding" werd door Enckell geschilderd. Het toont voortschrijdende mannen, vrouwen en kinderen gehuld in witte kledij, maar soms ook zonder kleding. De overige muurschilderingen en ook de gebrandschilderde ramen zijn van Simberg. Boven de galerij bevinden zich twee fresco's van Simberg, de "De gewonde engel" en "de Tuin van de Dood", beide nagenoeg identieke kopieën van schilderijen die hij eerder had geschilderd. Over "de Tuin van de Dood" zegt men, dat het de plaats is waar de zielen verblijven voordat ze in de hemel worden opgenomen. Aan het plafond van het hoofdschip herkent men de slang uit het paradijs, die in de mond de appel van de boom van kennis van goed en kwaad houdt. Het symbolisme van de schilderijen en het feit dat in het hoogste punt van het gewelf een gevleugde slang op rode achtergrond werd geschilderd werd niet door iedereen gewaardeerd. Heftige discussies vonden plaats over de vraag of deze kunst wel paste voor een kerkelijk bouwwerk. Tegenwoordig gelden de schilderwerken van Simberg en Enckell als hoogtepunten van het Finse symbolisme.
Voor de ramen liet Hugo Simberg zich inspireren door de Bijbel. Te ontdekken zijn o.a. de Heilige Geest in de vorm van een witte duif, de brandende braamstruik en de witte en rode ruiters die in het boek Openbaringen van Johannes worden genoemd.

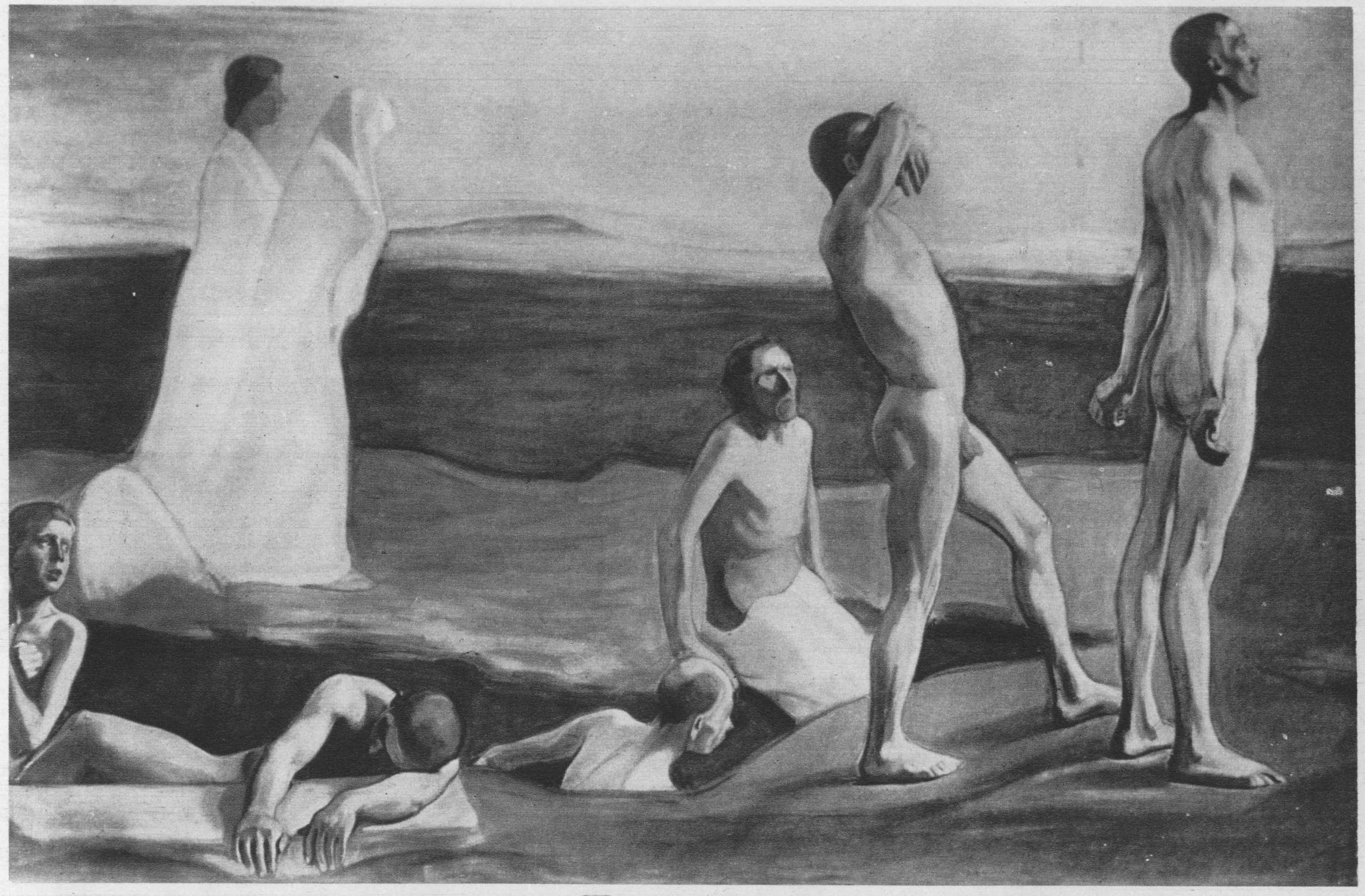
Detail van het altaarschilderij de Opstanding van Magnus Enckell
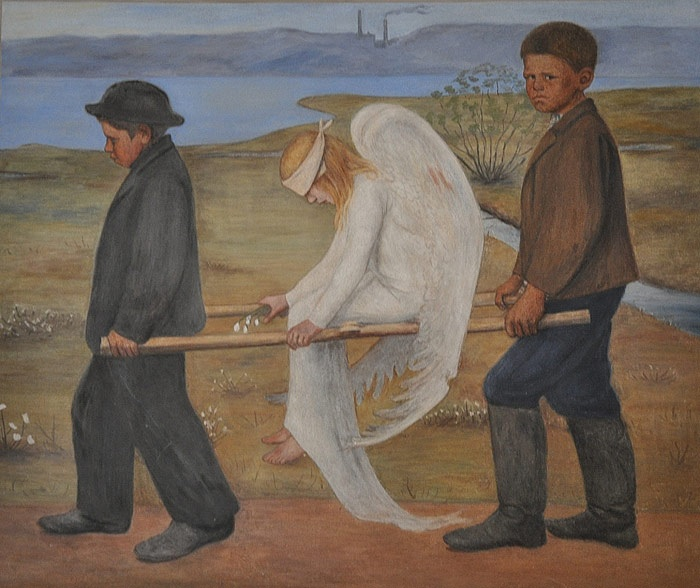
De gewonde engel van Hugo Simberg
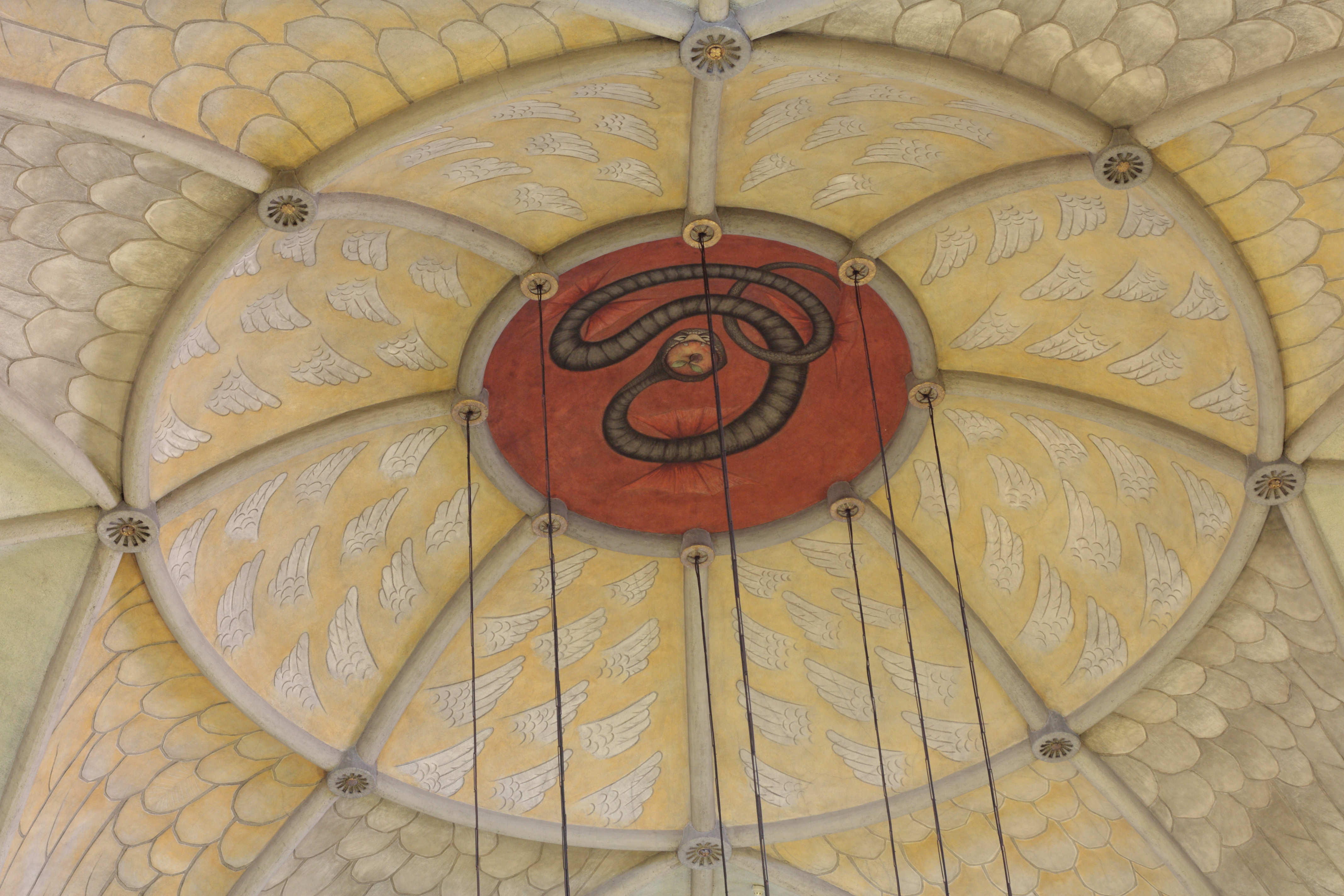
De Slang van Hugo Simberg
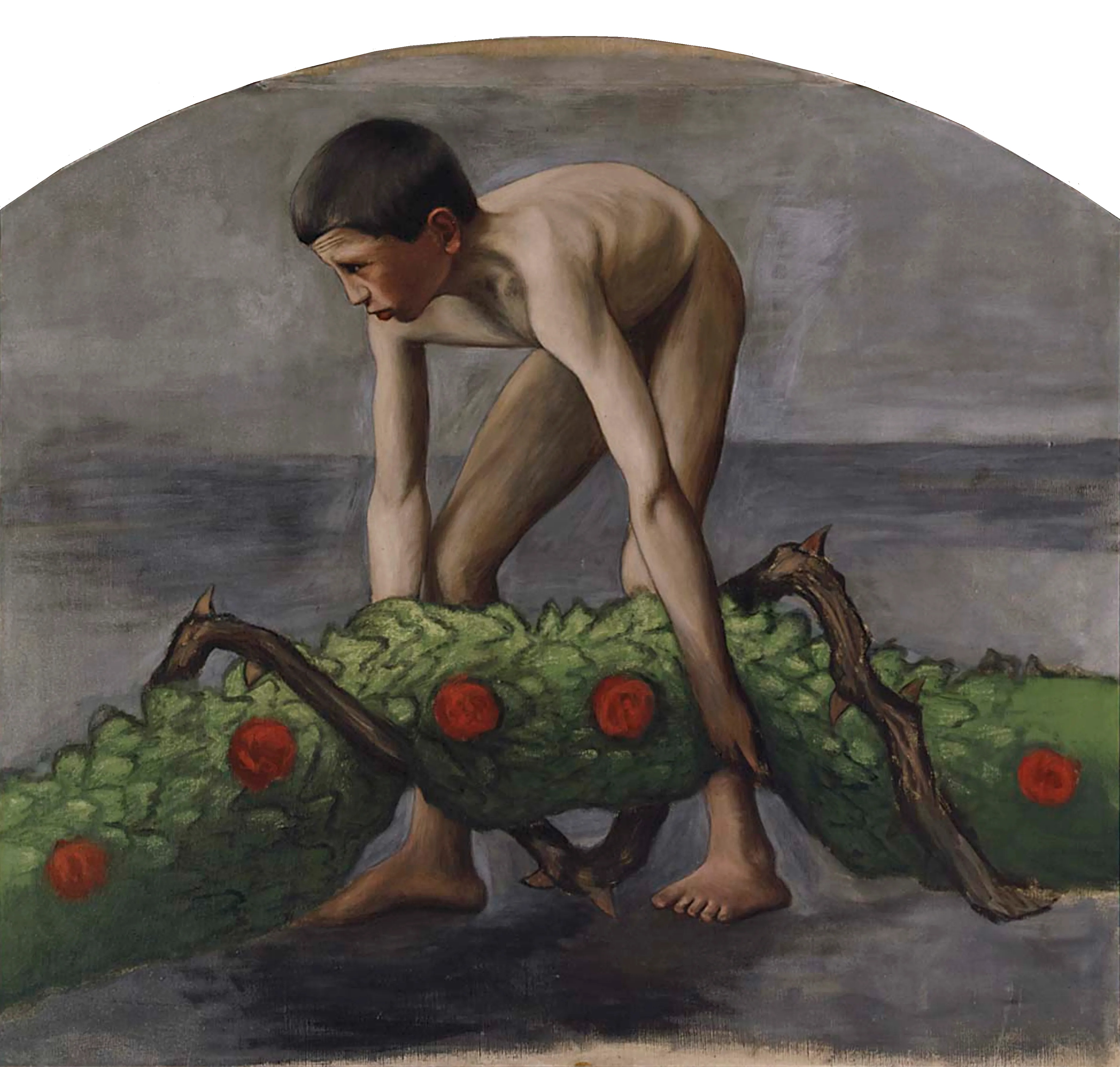
Detail schilderij de Levensguirlande van Hugo Simberg aan de galerij
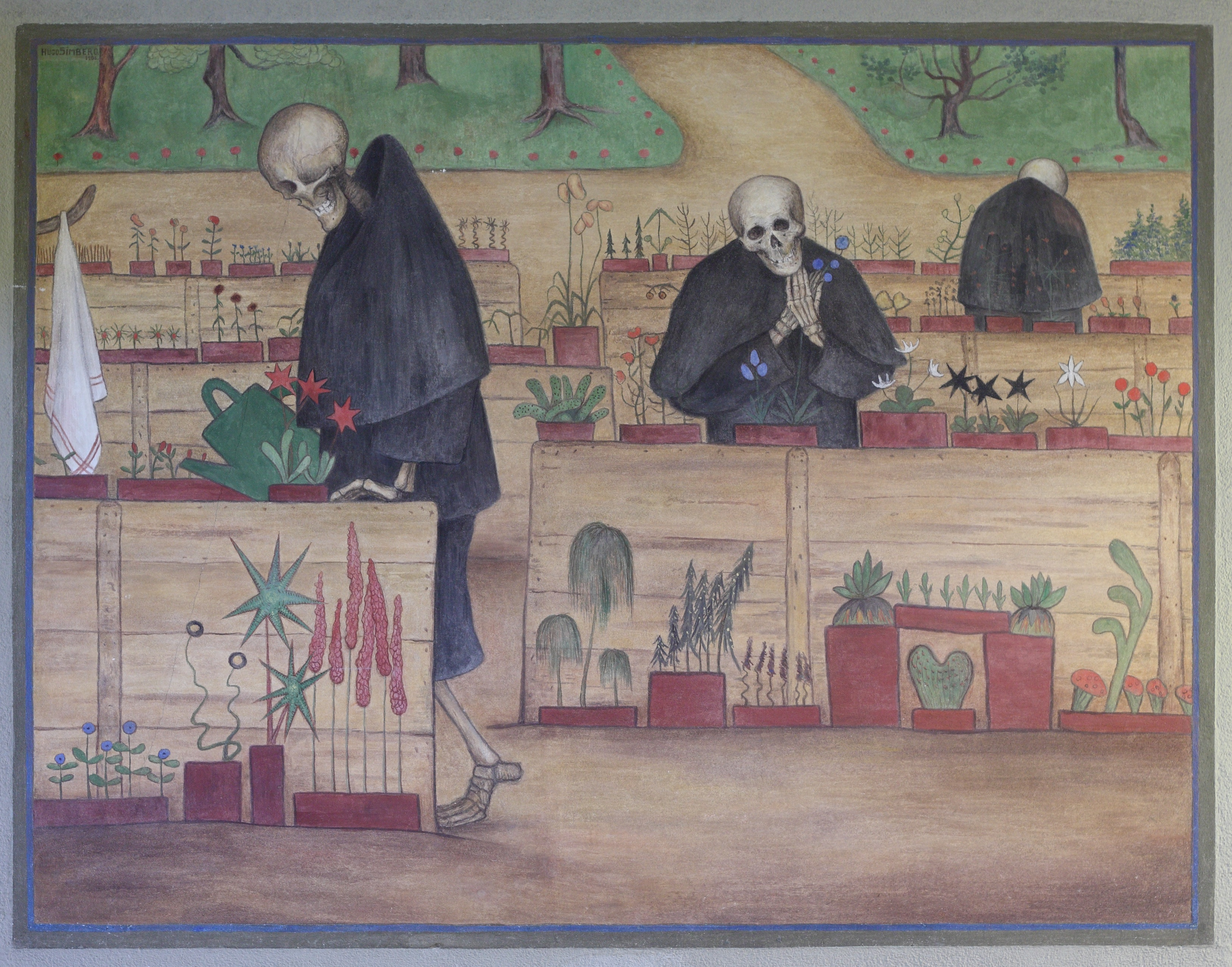
Fresco Tuin des Doods (Hugo Simberg)

## Gebruik
De domkerk wordt gebruikt voor de eredienst, maar er worden ook regelmatig orgel- en koorconcerten en theateruitvoeringen georganiseerd.